# レッドダスト
『レッドダスト』（れっどだすと、原題：滾滾紅塵、英語題：Red Dust）は、1990年制作の香港映画。邦題を『レッド・ダスト/滾滾紅塵（こんこんこうじん）』とするサイトもある。

## 概要
イム・ホー監督が抗日戦争・国共内戦下の上海における恋愛を描いた作品で、発表当時は小説家・張愛玲（アイリーン・チャン）と、日本に亡命した思想家・胡蘭成の恋愛をモチーフにしていることが論争を呼んだ。
1990年の第27回金馬奨では、最優秀作品賞・最優秀監督賞・最優秀主演女優賞（ブリジット・リン）・最優秀助演女優賞（マギー・チャン）など8部門で最優秀賞を受賞した。

## キャスト
- ブリジット・リン：シャオホア
- チン・ハン：ネンツァイ
- マギー・チャン：イエファン
- リチャード・ン
- ジョセフィン・クー
- イム・ホー

## スタッフ
- 監督・脚本：イム・ホー
- 脚本：サンマオ
- 撮影：プーン・ハンサン
- 編集：チャオ・チェインガン
- 美術：エディス・チュン、ジェシンタ・リウ
- 音楽：シー・チェイヨン
- 製作：タン・チュンニェン、シュー・フォン
- 製作総指揮：ジェシンタ・リウ